# Großkorga
Großkorga è una frazione (Ortsteil) della città tedesca di Jessen (Elster), nel Land della Sassonia-Anhalt.

## Storia
Il 1º gennaio 1992 il comune di Großkorga venne soppresso e aggregato alla città di Jessen (Elster).

### Esplicative
1. ↑  Letteralmente: «Korga grande», in contrapposizione alla vicina Kleinkorga – «Korga piccola».

### Bibliografiche
1. ↑  (DE) Hauptsatzung der Stadt Jessen (Elster), § 1, Abs. 1. (PDF), su jessen.de.
2. ↑  (DE) Gebietsänderungen vom 01.01. bis 31.12.1992, su destatis.de.